# A+ (televízióadó)
Az A+ vagy Anime+ (stilizálva /+ anime) egy ifjúsági rajzfilmcsatorna volt, amely 2004. december 4-én kezdte meg sugárzását. A csatorna műsorszolgáltatási engedélyét a Minimax Media s.r.o. kérvényezte, majd 2005. március 30-án kapta meg. A csatornát a Minimaxot is üzemeltető Audiotec Média Szolgáltató Zrt. üzemeltette. Műsorideje a Minimax sávjában, annak műsorzárását követően 20:00-tól 02:00-ig tartott. Adásidejének nagy részében animéket, kisebb részében pedig amerikai és koprodukciós rajzfilmeket sugárzott.
2006. szeptember 6-án a csatornát megvásárolta a Sony Pictures Television International, és 2007. július 2-án beépítette az Animax nevű nemzetközi csatornahálózatába, így át is nevezve Animaxre.
A csatorna Romániában és Csehországban is sugárzott.
A csatorna magyar honlapja az aplusztv.hu címen volt elérhető, míg román verziója az aplustv.ro címen. A cseh weboldal aplustv.cz címen lett volna elérhető, de végül nem készült el.
Az A+ magyar csatornahangja Kerekes József volt, aki később a Poén! és az M3 bemondója is volt.

## Műsorai
Az A+ elsősorban az RTL Klubon futó animációs sorozatokat és filmeket, főleg animéket vetítette (egy korábbi megállapodás értelmében), amelyeket korábban a Kölyökklubban vagy a Rajzfilmklubban sugároztak, de természetesen országos premiereket is.
Az animációs filmjei RTL Klubos szinkronnal rendelkeztek, ami az epizódok végén rendszeresen elhangzott. Emiatt sokan azt hitték, hogy az A+ az RTL Klub csatornája volt. Ezt a megállapítást az is erősítette volna, hogy az RTL Klubnak F+ és M+ néven is volt kábelcsatornája. Valójában azonban csak egy közös megállapodás született köztük és ennek köszönhetően is indulhatott el az A+. Ugyanis az RTL Klub filmcsomagokban kapott több animesorozatot, melyek nagy részét soha nem szándékozott levetíteni 16-os vagy akár 18-as korhatárjelzéssel. (A repertoárból a Blue Gender lehetett volna 18-as.) Az A+ kínálata azonban a cseh médiahatósághoz tartozva 20 órától már problémamentesen működhetett a legtöbb sorozatával, ugyanis 15-ös korhatárba sorolt tartalmak engedélyezettek voltak korhatárjelzés nélkül is vagy eltérő korhatárjelzéssel. DVD-kiadáshoz és továbbárusításhoz az RTL elvállalta a szinkronizálást, így folyamatos üzleti kapcsolatba került egymással a két tévécsatorna. A tulajdonosváltás után az addigi szinkronizált sorozatok mellett az új animék első adagját csak felirattal vetítette, eredeti nyelvű hanggal. Ennek egyben az is az oka, hogy az RTL-hez tartozó Klub Publishing kiadó megszűnt és az RTL Klub 2006. év tavaszán lemondott további animék felvásárlásáról. Másfél éves megfelelő nézettség által az A+ önellátó tevékenységgel folytatni próbálta így adását és nagyjából ezzel egy időben vásárolta fel a Sony a Minimaxtól. Később az A+ csatornát felváltó Animax újra több animét szinkronizáltatott.
A cseh médiahatóságtól függetlenül az A+ korhatár-jelzéseket használt az adásához, amelyek a magyar korhatározás rendszeréhez nagyban hasonlítottak és 15-ös helyett magyar 16-ost használt 21 órától. A román adás pedig 1 órával később indult és a könnyelmű román rendszerben 22 órától lehetséges a jóval erősebb 15+ tartalom, így az A+ tulajdonképpen mindegyik környező ország szokásához egyszerre próbált igazodni - változóan több-kevesebb sikerrel. Időpontban egyetlen kivételt képezett egy olyan eset, mikor egy sorozattal technikai hiba lépett fel és következő sorozat 16-os korhatárral előreugrott 20:50 után. Adása napi szinten figyelmeztető szöveggel indult, miszerint animációs filmjeinek többsége nem ajánlott gyermekek számára és ezért korhatár-jelzéseket használ. (Erről videófelvételek máig találhatóak az interneten.) Ugyan kezdetben a cseh és majd a 2006-os tulajdonosváltástól a brit médiahatósághoz tartozott, de a magyar rendszerhez hasonló formát alkalmazta. A csatorna a filmek előtti narrációs jelzéssel együtt a magyar korhatár-karikákat használta, illetve a regionális sugárzás által sajátos szempontok szerint alkalmazta a besorolásokat. Ám ezek a magyar karikák ellenére sok esetben mégsem egyeztek meg a magyarországi és a külföldi helyzetekkel sem, mint például az InuYasha elleni médiahatósági fellépés helyzetével vagy a Full Metal Panic sorozatok DVD-kiadásával. Egyéb kirívó különbség abban látszódott, hogy a 12+ korhatár itt már - korát megelőzve - "nem ajánlott" minősítést kapott és ekkoriban Magyarországon még nagykorú felügyeleti ajánlás létezett ehhez. Az A+ ebből a szempontból is megelőzte a kor elvárásait. A vezetőség rejtélyes és ismeretlen döntése által csak egy esetben történt korhatár-emelés: a 2006. év őszén elkezdett Arc Lad 2007. júniustól 16-os karikát kapott.

## A+ csatornák a régióban

### Action+
Az A+ brand eredetileg Romániában indult el 2003. november 15-én, az Action+ csatorna formájában. A csatorna eredetileg akciófilmeket sugárzott 19:30 és 1:30 között, a MusicMax román változatával osztott műsoridőben. (A MusicMax este a Minimax sávján folytatta a sugárzást, illetve létezett FTA 24 órás változata is.) Nagyjából a magyar indulással egyidőben nevet és tematikát váltott, ekkor kezdett animéket sugározni. Egyes korábbi műsorok a Sony felvásárlásáig megmaradtak a csatornán.

### A+ Music:
A csatornának egy kevésbé ismert magyar társadója is volt: az A+ Music, amely a Cherry Music csatorna eladása után indult el. Főként a UPC Direct műholdas szolgáltatása miatt jött létre. Eredetileg este 8 órától reggel 6-ig sugárzott (csak UPC Direct-en, de létezett 24 órás verzió is), majd a UPC Directtel való megállapodás során, hajnali 1-től 6-ig csökkent az adásideje. A csatorna könnyűzenei adást sugárzott 2005. március 1. és október 25. között. A csatornát mindhárom adásváltozaton sugározták az Anime+ műsora után, viszont, mivel nem rendelkezett műsorszolgáltatói engedéllyel (tesztadás volt), ezért egyes szolgáltatók nem továbbították. Megszűnése után 1 órával növelték az Anime+ adásidejét, így már hajnali 2-ig tartott.

### Cseh adásváltozat:
A cseh adásváltozat 2004 december 22-én indult. Műsorát nem csak animék, hanem egy, az HBO és az Audiotec-kel kötött szerződés alapján, a Csehországban megszüntetett SuperMax csatorna különböző műsoraihoz fért hozzá. Így került ott adásba a Kenan és Kel, és egyéb más fiataloknak szóló élőszereplős, illetve animációs sorozatok. Eleinte csak kábelszolgáltatóknál volt elérhető, UPC Directen a hazai helyzethez hasonlóan Cherry Music, majd A+ Music váltotta. 2005. április 29-én elindult a teljesen magyar Minimax/Anime+/A+ Music változat a UPC Directen, így 2005. május 2-tól a cseheknél is elindult UPC Directen az Anime+. Mivel ez a felállás a UPC számára nem volt fenntartható, ezért 2005. augusztus 1-én egybeolvasztották a magyar és a cseh verziókat.  Innentől létezett a "műholdas", mondhatni cseh-magyar, és a "kábeles" változat. Az összeolvasztás nem volt zökkenőmentes: magyarországi oldalról hiányzó szinkronokról, csehországi oldalról pedig hiányzó feliratokról számoltak be. Ennek megoldása érdekében - a teletextes felirat helyett "égetéssel" került a képernyőre, emiatt a magyarországi műholdas nézőknél is látszott. Később 2006 elején, DIGI műholdon is ez a változat vált elérhetővé.

### A cseh-magyar "műholdas" változat:
A cseh-magyar adásváltozat soha nem sugározta a Yu-Gi-Oh!-t, ezért 2005 végén, egy kissé eltért a kábeles változattól. A Slayers Try a kábeles változathoz képest, csak 3 hónappal később került bemutatásra. Pokémonból csak az első évad volt látható. A csatorna felvásárlása után megjelentek a magyar szinkronnal nem rendelkező, feliratos animék. Sajnos a csatorna technikai felszerelése erre nem volt felkészítve, ezért nagyjából egy teljes héten át mindenféle felirat nélkül, eredeti nyelven sugározták a műsorokat. Végül a cseh feliratozás ismét beégetéssel került a képernyőre. Pár hétig a csatorna logója alatt reklámozták "Hu: TXT 360" kiírással a magyar feliratozás elérhetőségét, ennek ellenére üres oldal volt látható, csak a teletext óra működött. A magyar felirat hiányát az Animax megszűnéséig sem oldották meg.

## A felvásárlás után
A csatorna utódja, az Animax eleinte tovább követte az elődje által megalkotott brandet, majd a Sony Pictures Entertainment 2009-ben váratlanul újrapozicionálta a csatornát, amely ifjúsági adóként már nem nyerte el az animerajongók tetszését, főleg, hogy sok volt rajta az élőszereplős műsor is. Végül az általános szórakoztató C8 váltotta 2014-ben, melyet a Minimaxot is tulajdonló AMC Networks (korábban: Chellomedia) üzemeltetett. 2018. január 1-én a Minimax 24 órás lett, ezzel a C8 is megszűnt.